# Célula fotovoltaica multiunión

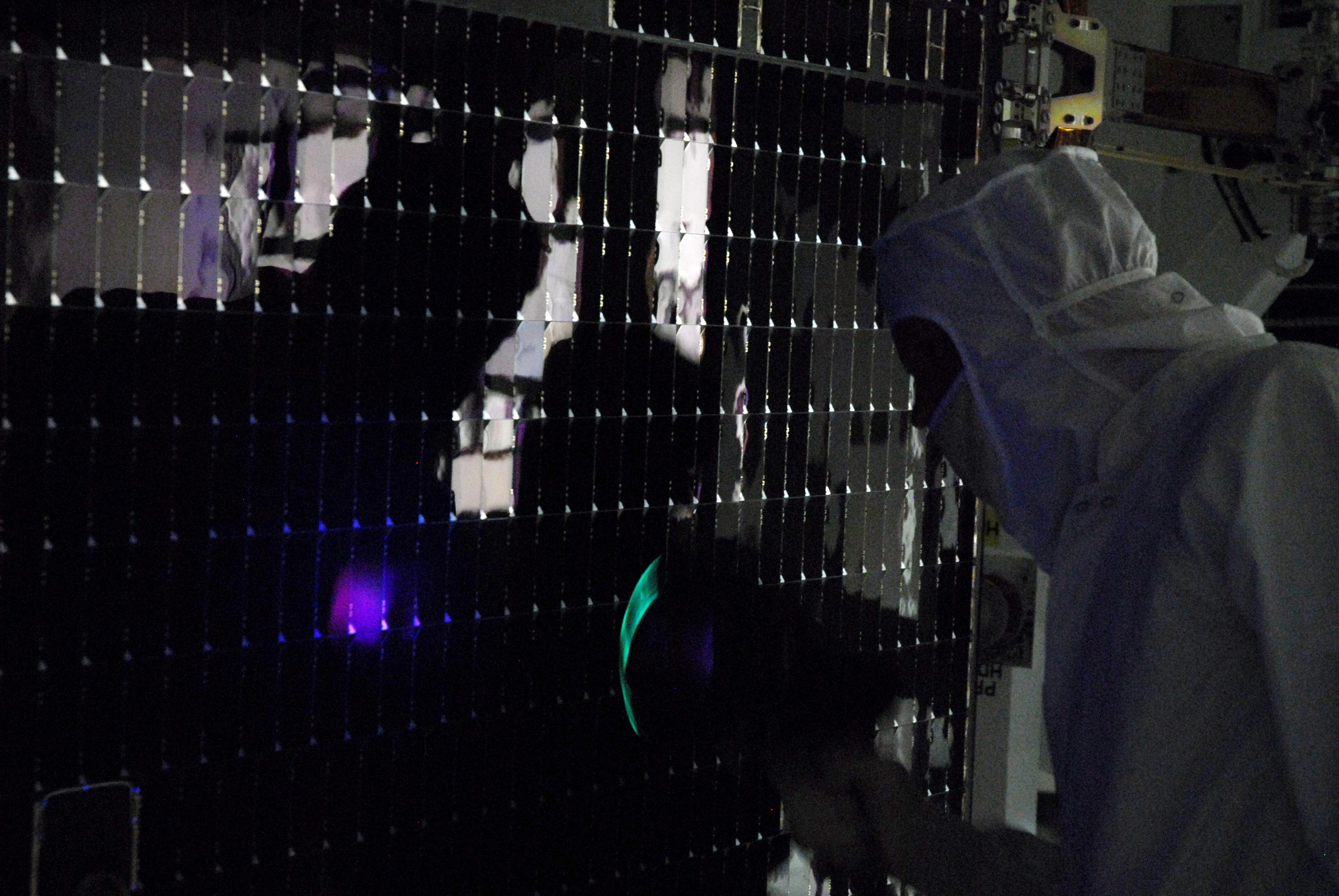
Prueba de luz negra de las células solares de arseniuro de galio de triple unión de la nave Dawn

Una célula fotovoltaica multiunión es una célula solar con múltiples uniones p-n de diferentes materiales semiconductores. Cada unión p-n de cada material, produce corriente eléctrica en respuesta a una diferente longitud de onda de la luz. Una célula simple, produce corriente eléctrica de una sola longitud de onda en el espectro de luz solar. Una célula solar de células multiunión producirá una corriente eléctrica en múltiples longitudes de onda de la luz, lo que aumenta la eficiencia de conversión de la energía de la luz solar a energía eléctrica utilizable.
Las células tradicionales de unión única tienen una eficacia teórica máxima del 33.16%. Teóricamente, un número infinito de uniones tendría una eficacia límite del 86.8% bajo luz solar altamente concentrada.
Actualmente, los mejores ejemplos de laboratorio de células solares de silicio cristalino tradicionales tienen eficiencias entre 20% y 25%, mientras que los ejemplos de laboratorio de células de múltiples uniones han demostrado un rendimiento superior al 46% bajo luz solar concentrada.  Los ejemplos comerciales de células en tándem están ampliamente disponibles al 30% con iluminación solar sin concentrar,  y mejoran a alrededor del 40% con luz solar concentrada. Sin embargo, esta eficiencia se obtiene a costa de una mayor complejidad y precio de fabricación. Hasta la fecha, su mayor precio y su mayor relación precio/rendimiento han limitado su uso a funciones especiales, especialmente en el sector aeroespacial, donde es deseable su alta relación potencia/peso. En aplicaciones terrestres, estas células solares están surgiendo en concentradores fotovoltaicos (CPV), con un número creciente de instalaciones en todo el mundo.
Las técnicas de fabricación en tándem se han utilizado para mejorar el rendimiento de los diseños existentes. En particular, la técnica se puede aplicar a células solares de película delgada de bajo costo que usan silicio amorfo, a diferencia del silicio cristalino convencional, para producir una celda con una eficiencia de alrededor del 10% que es liviana y flexible. Este enfoque ha sido utilizado por varios proveedores comerciales, pero estos productos están actualmente limitados a ciertos roles de nicho, como los materiales para techos.
En la actualidad, los mejores ejemplos de laboratorio de las células solares de silicio tradicionales tienen una eficiencia de alrededor de 25%, mientras que los ejemplos de laboratorio de células multiunión han demostrado un rendimiento por encima del 43%.

## Comparación con otras tecnologías

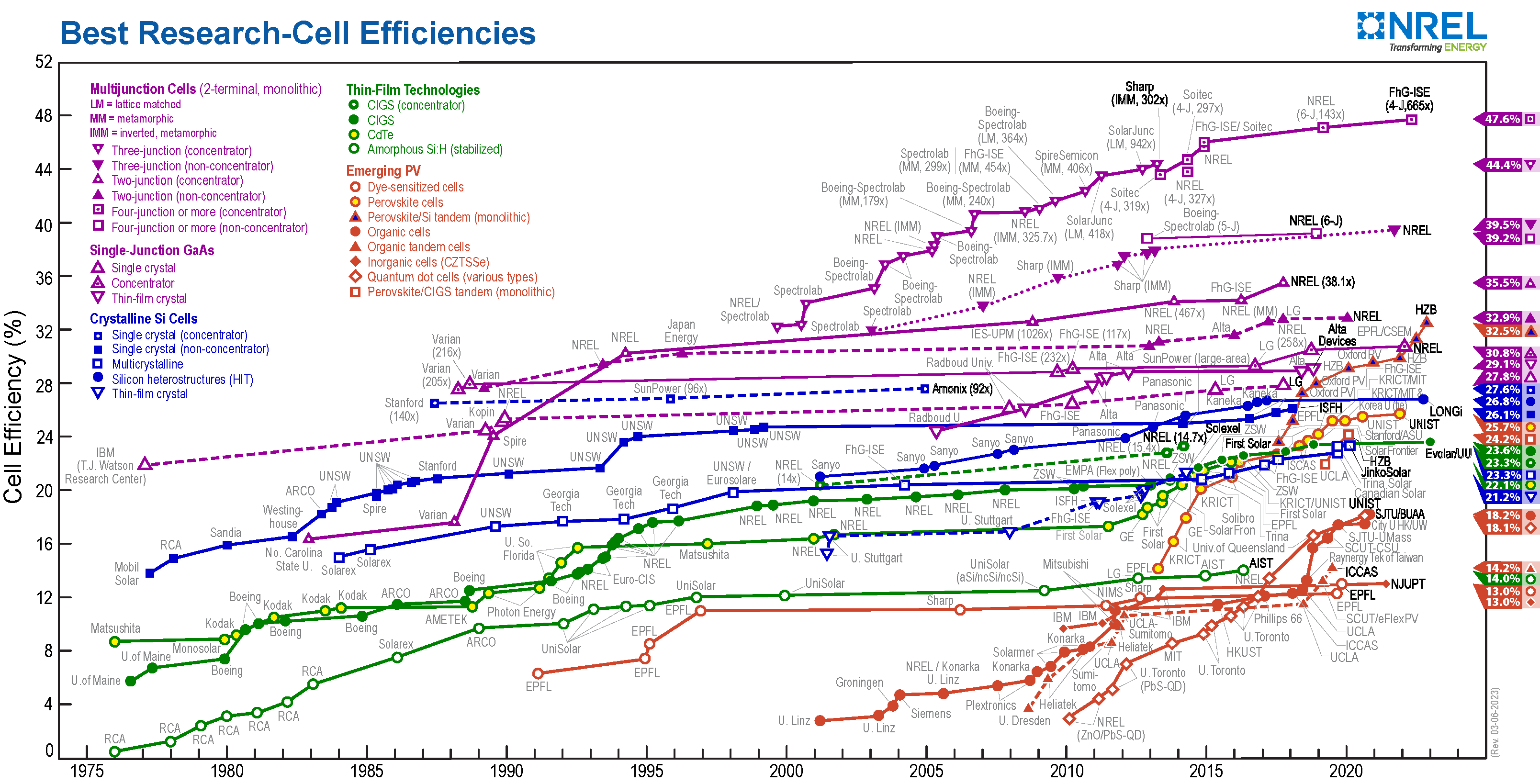
Eficiencia de los distintos tipos de células solares

Hay cuatro principales categorías de células fotovoltaicas: células solares de silicio cristalino (c-Si), células solares de película fina, células solares multiunión y células de nueva tecnología (incluyendo las células solares orgánicas).
| Categorías                     | Tecnología      | η (%) | VOC (V) | ISC (A) | W/m² | t (µm) |
| ------------------------------ | --------------- | ----- | ------- | ------- | ---- | ------ |
| Céldas de silicio cristalino   | Monocristalino  | 24.7  | 0.5     | 0.8     | 63   | 100    |
| Céldas de silicio cristalino   | Policristalino  | 20.3  | 0.615   | 8.35    | 211  | 200    |
| Célula solar de película fina  | Silicio amorfo  | 11.1  | 6.3     | 0.0089  | 33   | 1      |
| Célula solar de película fina  | CdTe            | 16.5  | 0.86    | 0.029   | –    | 5      |
| Célula solar de película fina  | CIGS            | 19.5  | –       | –       | –    | 1      |
| Célula fotovoltaica multiunión | MJ (multiunión) | 40.7  | 2.6     | 1.81    | 476  | 140    |

Las células solares MJ y otros dispositivos fotovoltaicos tienen diferencias significativas (ver la tabla anterior). Físicamente, la propiedad principal de una célula solar MJ es tener más de una unión pn para atrapar un espectro de energía de fotones más grande, mientras que la propiedad principal de la célula solar de película delgada es utilizar películas delgadas en lugar de capas gruesas para disminuir la relación costo eficiencia. Hasta el 2010, los paneles solares MJ son más caros que otros. Estas diferencias implican diferentes aplicaciones: las células solares MJ son preferidas en el espacio y las células solares c-Si para aplicaciones terrestres.
Las eficiencias de las células solares y la tecnología solar de Si son relativamente estables, mientras que la eficiencia de los módulos solares y la tecnología de múltiples uniones están progresando.
Las mediciones en las células solares MJ generalmente se hacen en el laboratorio, utilizando concentradores de luz (este no suele ser el caso para las otras células) y en condiciones de prueba estándar (STC). Los STC prescriben, para aplicaciones terrestres, el espectro AM1.5 como referencia. Esta masa de aire (AM) corresponde a una posición fija del sol en el cielo de 48 ° y una potencia fija de 833 W / m². Por lo tanto, las variaciones espectrales de la luz incidente y los parámetros ambientales no se tienen en cuenta bajo STC.
En consecuencia, el rendimiento de las células solares MJ en el entorno terrestre es inferior al rendimiento en el laboratorio. Además, las células solares MJ están diseñadas de tal manera que las corrientes se combinan bajo STC, pero no necesariamente en condiciones de campo. Se puede usar QE (λ) para comparar rendimientos de diferentes tecnologías, pero QE (λ) no contiene información sobre el emparejamiento de corrientes de subcélulas. Un punto de comparación importante es más bien la potencia de salida por unidad de área generada con la misma luz incidente.

## Aplicaciones
En 2010 el costo de las células solares MJ era demasiado alto para permitir el uso fuera de las aplicaciones especializadas. El alto costo se debe principalmente a la estructura compleja y al alto precio de los materiales. Sin embargo, con concentradores de luz bajo iluminación de al menos 400 soles, los paneles solares de MJ se vuelven prácticos.
A medida que los materiales multiunión más baratos estén disponibles, otras aplicaciones implican la ingeniería de bandgap para microclimas con variadas condiciones atmosféricas.
Las células MJ se están utilizando actualmente en las misiones de rover de Marte.
El ambiente en el espacio es bastante diferente. Debido a que no hay atmósfera, el espectro solar es diferente (AM0). Las células tienen una coincidencia de corriente pobre debido a un mayor flujo de fotones por encima de 1.87eV frente a aquellos entre 1.87eV y 1.42eV. Esto resulta en muy poca corriente en la unión GaAs, y dificulta la eficiencia general ya que la unión InGaP opera por debajo de la corriente MPP y la unión GaAs opera por encima de la corriente MPP. Para mejorar la coincidencia actual, la capa InGaP se adelgaza intencionalmente para permitir que fotones adicionales penetren en la capa GaAs inferior.
En aplicaciones de concentración terrestres, la dispersión de la luz azul por la atmósfera reduce el flujo de fotones por encima de 1.87eV, equilibrando mejor las corrientes de unión. Las partículas de radiación que ya no se filtran pueden dañar la célula. Hay dos tipos de daños: la ionización y el desplazamiento atómico. Aun así, las células MJ ofrecen mayor resistencia a la radiación, mayor eficiencia y un menor coeficiente de temperatura.